# Chyňava
Chyňava (en allemand : Kienau) est une commune du district de Beroun, dans la région de Bohême-Centrale, en République tchèque. Sa population s'élevait à 1 851 habitants en 2020.

## Géographie
Chyňava se trouve à 7 km au nord de Beroun, à 13 km au sud de Kladno et à 27 km à l'ouest-sud-ouest du centre de Prague.
La commune est limitée par Bratronice, Malé Kyšice, Unhošť et Svárov au nord, par Ptice et Nenačovice à l'est, par Chrustenice, Vráž, Beroun, Železná et Hýskov au sud, et par Nižbor à l'ouest.

## Histoire
La première mention écrite de la localité date de 1341.

## Administration
La commune se compose de cinq quartiers :
- Chyňava
- Lhotka u Berouna
- Libečov
- Malé Přílepy
- Podkozí